# 卡拉·迪伦
卡拉·迪伦（Cara Dillon，1975年7月21日—）是一名爱尔兰民谣歌手。2001年，她发表了同名专辑。此专辑包括传统爱尔兰民歌（"Black is the Colour"等）和原创歌曲（"Blue Mountain River"和"I Wish I Was"）。

## 专辑列表
- Cara Dillon（英语：Cara Dillon (album)） (2001)
- Sweet Liberty（英语：Sweet Liberty (album)） (2003)
- After The Morning（英语：After The Morning (album)） (2006)
- Hill of Thieves（英语：Hill Of Thieves） (2009)
- A Thousand Hearts（英语：A Thousand Hearts） (2014)